# IPMA
Международная Ассоциация Управления Проектами (Швейцария) (англ. International Project Management Association, IPMA) — некоммерческая профессиональная ассоциация, созданная в 1965 году в Цюрихе (Швейцария) и
призванная объединить специалистов в области управления проектами (Project Management) из разных частей мира.
Главной целью деятельности IPMA является содействие развитию компетенций в управлении проектами среди специалистов, проектных команд и организаций во всех областях созидательной деятельности во всемирном масштабе.
C 1995 года IPMA развивает собственную 4-уровневую систему сертификации специалистов в области управления проектами (модель 4 LC).

## Национальные ассоциации — члены IPMA
IPMA построена по принципу федерации независимых национальных ассоциаций. В настоящее время IPMA объединяет более 70 национальных ассоциаций в области управления проектами со всех континентов.
Всемирный конгресс IPMA (англ. IPMA World Congress) — международная конференция в области управления проектами, проводимая Международной ассоциацией управления проектами IPMA. Первый Всемирный конгресс IPMA состоялся в Вене в 1967 году.
| Год  | Место проведения               | Год  | Место проведения       |
| ---- | ------------------------------ | ---- | ---------------------- |
| 1967 | Вена (Австрия)                 | 2002 | Берлин (Германия)      |
| 1969 | Амстердам (Нидерланды)         | 2003 | Москва (Россия)        |
| 1972 | Стокгольм (Швеция)             | 2004 | Будапешт (Венгрия)     |
| 1974 | Париж (Франция)                | 2005 | Нью-Дели (Индия)       |
| 1976 | Бирмингем (Великобритания)     | 2006 | Пекин (Китай)          |
| 1979 | Гармиш Партенкирхен (Германия) | 2007 | Краков (Польша)        |
| 1982 | Копенгаген (Дания)             | 2008 | Рим (Италия)           |
| 1985 | Роттердам (Нидерланды)         | 2009 | Хельсинки (Финляндия)  |
| 1988 | Глазго (Великобритания)        | 2010 | Стамбул (Турция)       |
| 1990 | Вена (Австрия)                 | 2011 | Брисбен (Австрия)      |
| 1992 | Флоренция (Италия)             | 2012 | Афины (Греция)         |
| 1994 | Осло (Норвегия)                | 2013 | Дубровник (Хорватия)   |
| 1996 | Париж (Франция)                | 2014 | Роттердам (Нидерланды) |
| 1998 | Любляна (Словения)             | 2015 | Панама (Панама)        |
| 2000 | Лондон (Великобритания)        | 2017 | Астана (Казахстан)     |